# Programme spatial de l'Union européenne
Ne doit pas être confondu avec Programme scientifique de l'Agence spatiale européenne.

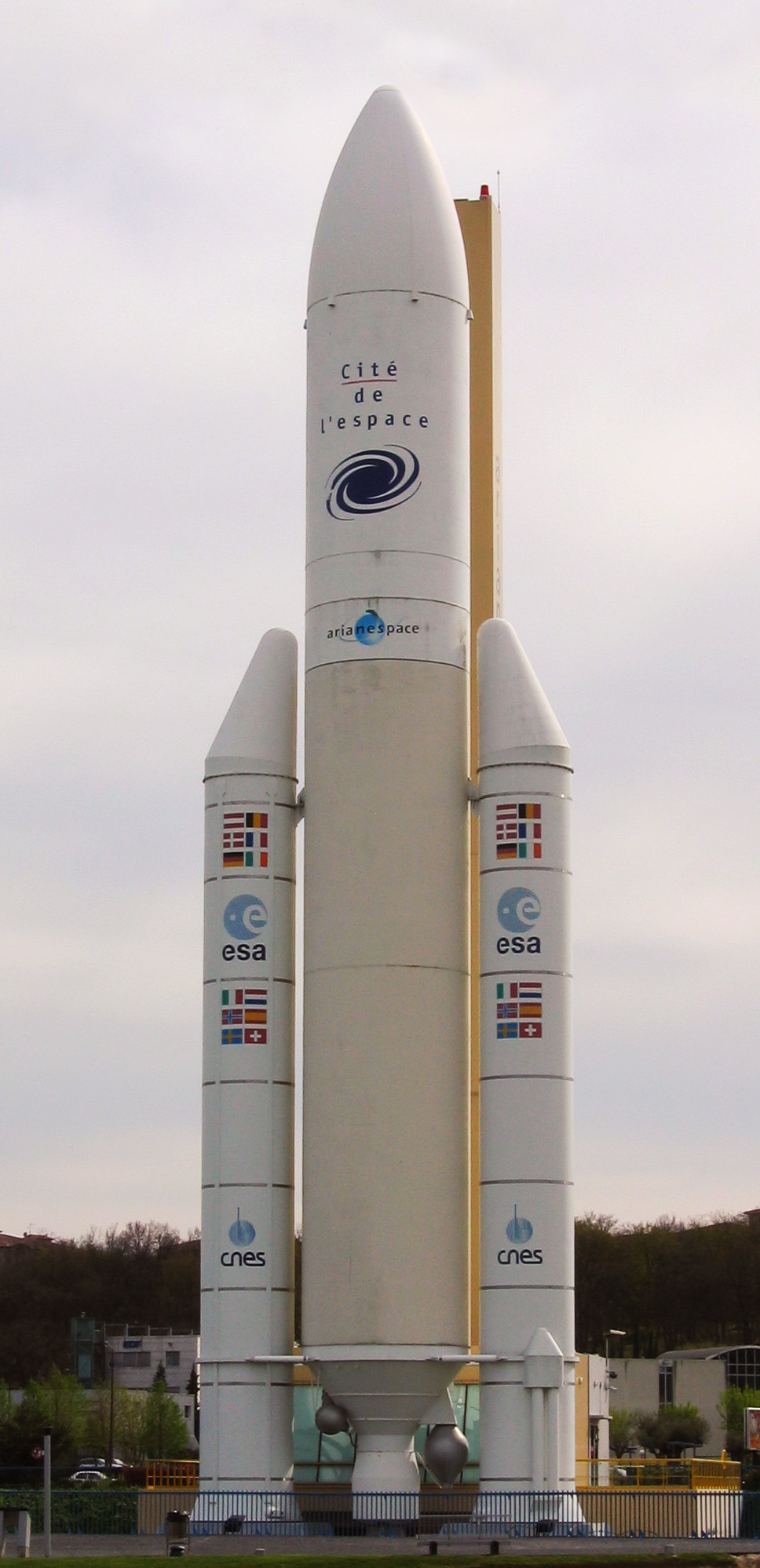
Maquette de la fusée Ariane 5.

Le programme spatial de l'Union européenne rassemble les activités spatiales initiées et directement financées par l'Agence de l'Union européenne pour le programme spatial : ce sont principalement le programme d'observation de la Terre Copernicus, le système de navigation par satellite Galileo et des programmes visant à encourager le développement des technologies spatiales (lanceur, ...). La mise en œuvre du volet spatial de ces activités est confiée à l'Agence spatiale européenne (ESA) : à ce titre l'Union européenne contribue à hauteur de 1,687 milliard € au budget total de l'ESA qui se monte en 2021 à 6,49 milliards €.
Le programme de l'Union européenne vient en complément des activités directement initiées et financées par l'Agence spatiale européenne auxquels participent plusieurs pays ne faisant pas partie de l'Union européenne (Canada, Suisse, Royaume-Uni, ...). Par ailleurs chacun des États membres de l'Union européenne mène dans une certaine mesure sa propre politique spatiale nationale, bien que souvent coordonnée par l'intermédiaire de l'Agence spatiale européenne (principalement la France, l'Allemagne et l'Italie). 
Le financement des activités spatiales par l'Union Européenne a débuté en 2007 dans le but notamment de soutenir les programmes Copernicus et Galileo dont les enjeux dépassaient le cadre de l'Agence spatiale européenne.

## Historique

### Mise en place des activités spatiales gérées par l'Union européenne (2007)
Les activités spatiales développées à l'initiative de L'Union européenne sont initiées le 22 mai 2007 lors d'une réunion conjointe au niveau ministériel du Conseil de l'Union européenne et du Conseil de l'Agence spatiale européenne (ESA). L'Agence adopte une résolution sur la politique spatiale européenne. Ce programme est défini conjointement par la Commission européenne et le directeur général de l'Agence spatiale européenne,,. Les objectifs de ce programme sont  : 
- Coordonner des programmes spatiaux civils plus efficaces entre l'ESA, l'UE et leurs États membres respectifs pour garantir l'optimisation des ressources et éliminer les doublons inutiles, répondant ainsi aux besoins européens communs.
- Développer et exploiter des applications spatiales européennes telles que Galileo et GMES (Global Monitoring for the Environment and Security) et des applications de communication par satellite.
- Préserver l'accès autonome de l'UE à l'espace.
- Accroître la synergie entre les programmes et technologies spatiaux de défense et civils et poursuivre, en particulier, l'interopérabilité des systèmes civils/militaires.
- Veiller à ce que la politique spatiale soit cohérente avec les relations extérieures de l'UE et les soutienne.

### Évolution de l'organisation (2021)
En 2021 les activités spatiales de l'Union européenne ,qui étaient jusque là gérées par l'agence interne European  GNSS  Agency (GSA), sont regroupées au sein de l'European  Union  Agency  for  the  Space  Programme (EUSPA) avec des responsabilités élargies à la gestion opérationnelle du segment spatial et la prise en compte de besoins situés en aval (développement des activités avals, coordination des utilisateurs, ...).

## Composantes des activités spatiales gérées par l'Union européenne

### Satellites
La politique exprime son soutien à une capacité satellitaire de surveillance mondiale de l'environnement et de la sécurité (GMES) opérationnelle et autonome avant la fin 2008, et à un système mondial de navigation par satellite sous contrôle civil européen, à savoir le système de positionnement Galileo.

#### Galileo
L'Union européenne a déjà commencé à travailler sur un projet de création du système de positionnement Galileo, pour rompre la dépendance vis-à-vis du système GPS américain. Ceci est en coopération avec l'ESA ainsi que d'autres pays.

#### Programme Copernicus
Copernicus est un système européen de surveillance de la Terre et se compose de satellites d'observation de la Terre et de capteurs in situ. Le programme fournit des services dans les domaines thématiques de la terre, de la mer, de l'atmosphère, du changement climatique, de la gestion des urgences et de la sécurité.

### Lanceurs
La politique souligne l'importance pour l'Europe de maintenir un accès indépendant, fiable et rentable à l'espace par le biais de lanceurs européens, sans en mentionner spécifiquement le nom. La déclaration politique affirme son soutien à « l'accord-cadre CE-ESA » et à la résolution sur l'évolution du secteur européen des lanceurs adoptée en 2005.

### SST
Le cadre de soutien à la surveillance et au suivi de l'espace détecte et met en garde contre d'éventuelles collisions de satellites dans l'espace, et surveille la rentrée des débris spatiaux dans l'atmosphère terrestre.

### EGNOS
Le service européen de recouvrement de navigation géostationnaire fournit une assistance à la navigation aux utilisateurs aériens, maritimes et terrestres dans la majeure partie de l'Europe. Le système complète les données GPS, GLONASS et Galileo en surveillant et en corrigeant leurs données de positionnement.

### ISS
La politique réaffirme l'engagement continu de l'Europe envers la Station spatiale internationale (ISS) et décrit la participation de l'ESA aux futurs programmes d'exploration internationaux comme étant importante.

### Science et technologie
La politique comprend l'objectif de maintenir des programmes qui donnent à l'Europe un rôle de premier plan dans des domaines scientifiques sélectionnés. Il appelle également au développement de technologies permettant à l'industrie européenne d'éviter la dépendance vis-à-vis des fournisseurs internationaux.

### Surveillance de l'espace et système de suivi
Le programme « European Union Space Surveillance and Tracking » (Surveillance de l'espace et système de suivi de l'Union Européenne) répertorie les débris spatiaux résultant d'un accident ou non, et prévient les astronautes de la Station spatiale internationale afin qu'ils fassent une manœuvre d'évitement.

## Autres programmes de l'UE impliqués dans la recherche spatiale

### Horizon Europe
Le programme Horizon Europe est la source de financement de divers projets, tels que :
- Suivi de la durabilité agricole avec les projets SIGMA et AGRICAB
- Analyser la composition chimique des océans de la Terre : OOSS2015
- Accompagner les urbanistes dans la coordination des ressources de la ville : DECUMANUS

## Pourquoi l'UE a besoin d'une politique spatiale
L'Union européenne a indiqué plusieurs raisons pour lesquelles sa politique spatiale serait bénéfique, notamment :
- Relever les principaux défis sociétaux : le secteur spatial fournit des services publics à tous dans l'UE. Il peut résoudre des défis sociétaux tels que le changement climatique, la consommation durable des ressources naturelles et la sûreté et la sécurité.
- emplois et croissance industrielle : l'UE compte plus de 230 000 emplois dans le secteur spatial, elle représente plus de 50 milliards d'euros pour l'économie de l'UE.
- Garantir l'autonomie de l'UE : en ayant accès à l'espace, l'Europe peut rester compétitive dans les affaires, en matière de sécurité et renforcer sa présence sur la scène mondiale.

## Lien entre l'ESA et l'UE
L'ESA est une agence spatiale indépendante et ne relève pas de la juridiction de l'Union européenne, bien qu'elles aient des objectifs communs, partagent des financements et travaillent souvent ensemble. La première réunion des deux groupes a eu lieu le 22 mai 2007 et les agences se sont réunies à plusieurs reprises depuis lors. La réunion la plus récente a eu lieu en décembre 2016. Les deux groupes ont signé une déclaration commune sur leur vision commune et leur engagement pour l'avenir de voyages spatiaux européens et ont réaffirmé leur intention de coopérer à l'avenir.